# 天長院 (長野県大桑村)
天長院（てんちょういん）は、長野県木曽郡大桑村長野にある臨済宗妙心寺派の寺院。山号は地久山。木曾西国三十三観音霊場二十二番。

## 歴史
かつて大桑村の伊奈川菊野平に、木曾氏の祈願所であった天台宗の菊名山 廣徳寺という古刹があった。
天文年間(1532～1555年)に甲斐の武田氏の兵、もしくは山賊により焼討を受けた。
その際に在家の人々が駆け付け、弥勒菩薩・薬師如来・不動尊・大般若経600巻を、下の家(田本善之助家)の山林の橡の大樹の下まで運び出しため無事であった。
その後、弥勒菩薩は、上の家(山本金寿家)の森の中に堂宇が建てられて奉祀され、そのことが伊奈川神社の創始とされている。不動尊は下の家に安置された。
元和年間(1615～1624年)、伊奈川の慶山賀公は、此の薬師如来を本尊として定勝寺四世の天心宗球を勧請開山に迎えて廣徳寺の跡地に天長院を開基し薬師如来を祀った。
その後、中山道の変遷により伊奈川の地は不便となったため、
寛文年間(1661～1673年)に、慶山賀公の弟子の雲漢龍公が、地蔵堂のあった現在地に移転し、さらに薬師堂を建てて薬師如来を遷して祀り、田地を寄進して寺の基を定めた。
寛保元年(1741年)、梵鐘を鋳造した。太平洋戦争時に供出したため現存していないが、鐘銘は以下のとおり(要約)であった。
小鐘一口　寛保甲子年鋳　天明六年　仲春定勝寺　泰齢祖恭誌　義弁首座代　江州　栗太郡高野庄辻村住　治工　田中五兵衛慰　藤原定延　濃州　羽栗郡於　笠松鋳之願主　弓屋和助　古瀬文治郎　栃秋庄八　施主　三十五名　記名有
天明6年(1786年)、梵鐘が音漏れするようになったため改鋳した。
寛政7年(1795年)10月、庫裏の建物の老朽化に伴い再建を開始し、寛政8年(1796年)6月に完成した。
文化7年(1810年)、弓矢村の久保地利兵衛は、所有する亀屋の田地を寄進して寺の基盤を固めたため安泰となった。
天保11年(1840年)1月、本堂と山門を再建した。山門は古瀬金右ヱ門とある。
昭和18年(1943年)、梵鐘を太平洋戦争で供出したため失われた。
昭和30年(1950年)4月25日、十六世の大興恵海が、梵鐘を新鋳して開眼した。

## 境内
- 本堂
- 山門
- 庫裡
- 玄関
- 十王堂
- 木小屋
- 鐘楼

## 寺宝
- 薬師如来像　(背記)　応永丙午卅三[5]季　六月廿九日　施主　乾綱　廣徳寺
- 十王像ほか十三体　(底部に書)　宝暦十一年[6]二月
- 達磨像　(背記)　天保六年[7]十月五日　導師　定勝寺　東齢和尚　宗義代
- 大般若経[8]　(第一巻の奥書に記載)　右　信刕筑摩郡木曾庄大野里一、大般若全部眞言宗廣徳寺什物[9]
- 涅槃図　(裏書)　宝暦五年[10]二月十五日開帳　導師定勝寺十七代　天齢和尚玄礎代
- 十六善神画　(箱の中に書付あり)　応永丙午卅三[11]季　六月廿九日